# Lochmaeocles laticinctus
Lochmaeocles laticinctus là một loài bọ cánh cứng trong họ Cerambycidae.